# Republica Lituaniei (1918–1940)
Republica Lituaniei a fost creată în noiembrie 1918, după ce regele Lituaniei, care a fost instalat de către autoritățile germane de ocupație în timpul primului război mondial, a abdicat. Antanas Smetona a devenit primul președinte al Lituaniei. Acest stat a existat între 1918 în 1940. Acesta a pierdut teritoriul Memel în Germania, în 1939, dar a câștigat teritoriul din Polonia dupa ce a fost invadată de Germania și Uniunea Sovietică în 1939. Acest stat a fost dizolvat în 1940, după ce Uniunea Sovietică a ocupat și anexat Lituania, care a devenit o republică constitutivă a Uniunii Sovietice, intitulată Republica Sovietică Socialistă Lituaniană , apoi Lituania a fost ocupată de Germania, 1941 - 1944, ca parte a Ostland Reichkommissariat-ul înainte de a fi reocupată și restaurată la controlul sovietic în 1944 de către forțele militare sovietice.
Lituania a fost inițial o democrație reprezentativă, dar după lovitura de stat lituaniană din 1926, președintele lituanian ales în mod democratic a fost răsturnat și restaurată Smetona și Uniunii Naționalistă Lituaniană (LTS), la putere ca lider al unui stat autoritar și asociate cu regimul fascist a lui Benito Mussolini în Italia.